# هنینگ فون ترسکو
هرمان کارل روبرت هنینگ فون ترسکو (به آلمانی: Herrmann Karl Robert "Henning" von Tresckow) (۱۰ ژانویه ۱۹۰۱ – ۲۱ ژوئیه ۱۹۴۴) نظامی بلندپایه آلمانی در دوره رایش سوم بود. او در مارس ۱۹۴۳ از طریق ارسال بمب دست ساز در قالب یک محموله مشروب به هواپیمای حامل هیتلر برای قتل او تلاش کرد ولی چاشنی بمب عمل نکرده و این اقدام ناموفق بود. وی در ۱۹۴۴ نیز در کودتای ۲۰ ژوئیه نقش پررنگی داشت. بعد از ناموفق بودن کودتا ترسکو که پیش تر به جبهه فراخوانده شده بود در لهستان با منفجر کردن یک نارنجک به سرش خودکشی کرد.